# Förrädare (film)
Förrädare (engelska: Decision Before Dawn) är en amerikansk krigsfilm från 1951 i regi av Anatole Litvak.
Filmen bygger på George Howes roman Call it Treason.

## Handling
När USA:s armé närmar sig Tyskland under andra världskriget rekryterar man tyska fångar som spioner bakom fiendens linjer.

## Rollista i urval
- Richard Basehart - löjtnant Dick Rennick
- Gary Merrill - överste Devlin
- Oskar Werner - korpral Karl Mauer, "Happy"
- Hildegard Knef - Hilde
- Dominique Blanchar - Monique
- O.E. Hasse - överste von Ecker
- Wilfried Seyferth - Heinz Scholtz, SS-man
- Hans Christian Blech - sergeant Rudolf Barth, "Tiger"
- Helene Thimig - fräulein Paul Scheider
- Robert Freitag - sergeant Paul Richter